# Грегорі Хайтін
Грегорі Джон Хайтін (англ. Gregory John Chaitin; 25 червня 1947, Чикаго, США) — аргентино-американський математик і інформатик, зробив внесок у метаматематику, спільно з Андрієм Колмогоровим вважається засновником алгоритмічної теорії інформації. Зокрема відомий своєю новою теоремою про неповноту, схожою за духом з теоремою Геделя про неповноту.

## Біографія
Хайтін народився в Чикаго, в сім'ї аргентинських іммігрантів з Буенос-Айреса. Незабаром Хайтіни переїхали в Нью-Йорк. Ще дитиною його привернула стаття Ернста Нагеля і Джеймса Ньюмена «Доведення Геделя», опублікована 1956 року в журналі Scientific American. Через два роки її автори випустили однойменну книгу, яку Хайтін читав у Нью-Йоркській публічній бібліотеці. 1959 року, за вказівками з розділу Amateur Scientist в Scientific American, він побудував генератор Ван де Граафа.
Хайтін здобув освіту в Bronx High School of Science [Архівовано 28 липня 2021 у Wayback Machine.] і Сіті Коледжі, де він і сформулював свою теорему. 1966 року сім'я повернулась у Буенос-Айрес, де він став програмістом у IBM Argentina.
1974 року Хайтіна запросили в дослідницький центр IBM ім. Томаса Вотсона, де він працює донині. Від 1976 до 1985 він працював там програмним і апаратним інженером над проєктом IBM RISC.
1995 року йому присуджено ступінь доктора наук in honoris causa університету Мену, а 2002 року — звання почесного професора Університету Буенос-Айреса. Від 2000 року він також є запрошеним професором в університеті Окленда.

## Наукова робота
Коло наукових інтересів Хайтіна лежить в галузі теорії інформації, теорії обчислюваності, основах математики. Ранні роботи Хайтіна з алгоритмічної теорії інформації паралельні раннім роботам Колмогорова.
Хайтін увів сталу Хайтіна Ω, дійсне число, цифри якого рівнорозподілені і яке іноді називають виразом ймовірності, що довільно взята програма зупиниться. Математичною властивістю Ω є те, що воно означуване, але не обчислюване.
Хайтін також займається питаннями філософії, особливо метафізикою і філософією математики, зокрема, епістемологічними проблемами математики. У метафізиці Хайтін стверджує, що алгоритмічна теорія інформації — ключ до вирішення проблем у таких галузях, як біологія (отримання формального визначення життя, його походження і еволюція) і нейробіологія (проблема свідомості і вивчення процесів мислення). Фактично, в останніх своїх працях, він відстоює позицію, відому як цифрова філософія. В епістемології математики він заявляє, що його відкриття в математичній логіці й алгоритмічній теорії інформації показали, що існують математичні факти, істинність яких не можна пояснити ніякою теорією. «Довести» ці факти можна тільки одним способом: визнати їх аксіомами без будь-яких міркувань. Хайтін пропонує математикам облишити спроби довести ці факти і прийняти квазіемпіричну методологію.
Хайтін також є автором використання хроматичного числа для розподілу регістрів під час компіляції (див. алгоритм Хайтіна).

## Критика
Деякі філософи і логіки абсолютно не згодні з філософськими висновками, які Хайтін вивів зі своїх теорем. Логік Торкель Францен критикував інтерпретацію Хайтіном теореми Геделя про неповноту і сумнівне пояснення, яке дав їй Хайтін у своїх роботах.